# Djamel Amrane
 (février 2015).
Pour les articles homonymes, voir Amrane.
Djamel Amrane (également appelé Shifu Dj) est un expert en arts martiaux algérien.

## Biographie
Djamel Amrane est né à Alger, en Algérie, le 23 juin, 1962. Il a commencé à pratiquer les arts martiaux à douze ans.
En 1987, à 26 ans il est devenu le président de l'Association nationale de Kung-fu Shaolin en Algérie.
Il poursuit sa formation au temple de Shaolin dans le Henan, en Chine et à l'Institut de recherche de Wushu à Pékin.
En 1988, il participe à un grand tournoi en Chine organisé par l'Association chinoise de wushu.
En 1989, participation aux Championnats du Monde International Mixed Martial Arts Federation (IMAAF) à Los Angeles, États-Unis.
En 1990, il fonde la Fédération algérienne de Kungfu Wushu. Par la suite, il a organisé cinq championnats et coupes nationales.
Depuis 1996, il habite aux États-Unis avec son épouse américaine. Depuis 2009, le couple gère une école d'arts martiaux à Lynn, Massachusetts.